# Sold
Sold (av latinets solidus [so'li:dus]), den avlöning, som förr betalades till krigsmannen, som till följd därav kallades soldnär eller soldat.
Sold förekom inte i forntidens äldsta härar. I Grekland blev sådan vid landtrupperna införd av Perikles och uppgick sedermera för en tungrustad fotsoldat (hoplit) till 4 oboler om dagen, för en ryttare till 12 oboler. Då perserna tog i sin tjänst grekiska hjälptrupper, måste de förse dem med sold, och sedermera användes sold- eller legotrupper av Karthago. Vid de romerska trupperna utdelades sold för första gången av Camillus under belägringen av Veji (406–396 f.Kr.), såsom en måttlig ersättning för soldatens av honom själv anskaffade utrustning.
Solden utgjorde under andra puniska kriget (218–201 f.Kr.) ännu endast 2/3 denar om dagen, men höjdes av Caesar till 1 denar och uppdrevs sedermera betydligt under kejsarna. Alexander Severus gav soldaten var fjärde månad en solidus. Under medeltidens första århundraden erhöll den bysantinske soldaten en solidus i månaden. I Bibeln refereras till sold i Luk 3:14 och 1 Kor 9:7.
Hos de folk, som deltog i de stora folkvandringarna, förekom inte sold förrän efter korstågen och gavs i allmänhet endast åt särskilda lejda trupper. Den blev allmän först mot slutet av medeltiden, när stående härar och värvade trupper fick ersätta uppbåden och feodaltrupperna som byggde på ersättning i form av förläning.
Under 1500- och 1600-talen var solden och hoppet om att kunna plundra de drivfjädrar, som hägrade för krigarna. På Karl V:s (1519–1556) tid utgjorde solden för en landsknekt 4 gulden och för en ryttare 12 gulden i månaden, men ökades sedermera, så att den under Trettioåriga kriget uppgick ända till 6–9 gulden för en fotsoldat. Sold utbetaltes vid vissa terminer, av Gustav II Adolf 1, 11 och 21 i varje månad; men oregelbundenheter förekom ofta, och de flesta av de icke sällan förekommande soldatupproren förorsakades av utebliven sold. Även befälet erhöll sold, vanligen uppgående för olika grader till vissa gånger soldatens. Vanligen skulle de, som erhöll sold, själva svara för sitt underhåll. Benämningen sold har sedermera utbytts mot avlöning.